# Raputiarana
Raputiarana es un género que describe una única especie, Raputiarana subsigmoidea. Es una planta con flores perteneciente a la familia Rutaceae. 